# Chelonus cornutus
Chelonus cornutus är en stekelart som beskrevs av Granger 1949. Chelonus cornutus ingår i släktet Chelonus och familjen bracksteklar. Inga underarter finns listade i Catalogue of Life.